# أشرف حمدي
أشرف حمدي رسام كاريكاتير ومخرج أفلام كرتون وطبيب أسنان مصري، وهو المدير السابق للمكتب الإقليمي لشركة خرابيش بمصر ومؤسس لقناة إيجيبتون على يوتيوب، عمل كرسام للكاريكاتير في عدد من المجلات والجرائد، ومنها «روزاليوسف» و«صباح الخير» و«الأهرام» وموقع «مصراوي»، وفي عام 2010 بدأ في نشر فيديوهات الكارتون ضمن شركة خرابيش، في عام 2013 قام بتأسيس قناة إيجيبتون وهي أول قناة كارتون مصرية على يوتيوب، والتي تحولت إلى شبكة قنوات كارتونية وتحظى بنسبة عالية من المشاهدة على مستوى مصر.

## حياته
ولد في محافظة الجيزة عام 1982 وألتحق بكلية طب الفم والأسنان، كان الرسم هو هوايته المفضلة ولذلك بدأ عمله كرسام للكاركاتير باستخدام برامج الكمبيوتر مع عدة مجلات ومواقع إلكترونية مثل صباح الخير وروزاليوسف والأهرام ومجلة كاريكاتير ومجلة ماجد وموقع مصراوي وبص وطل، كما أصبح عضوا بالجمعية المصرية للكاريكاتير.

## أعماله
في عام 2013 قام بتأسيس قناة إيجيبتون، والتي حظيت بنسبة عالية من المشاهدة على مستوى مصر وحظيت أيضاً عدة فيديوهات لها بإهتمام إعلامي، وتبع ذلك إنشاء قناة كلايتون وهي قناة تعليمية مخصصة للأطفال باستخدام الصلصال ثم قناة بلايتون مخصصة لألعاب الفيديو.
في عام 2014 وأثناء الانتخابات الرئاسية المصرية قام بنشر لعبة إلكترونية ساخرة تحتوي على صورتين للمرشحين بطريقة تحمل إسقاط سياسي ويقوم الزائر بالنقر على الصورة لتظهر له رسالة محددة، حظيت اللعبة بتفاعل كبير بين الجمهور وعبرت حملة المرشح الرئاسى حمدين صباحى عن إعجابها بفكرة اللعبة ووصفتها بأنه لا علاقة لها بتوجه أشرف السياسى أو موقفه من الانتخابات الرئاسية إنما اللعبة توضح حقيقة عدم الحيادية بين المرشحين.

## اعتقاله
تم إلقاء القبض على أشرف حمدي من داخل منزله بواسطة قوات الأمن المصرى لينضم للمعتقلين من أجل الرأى بمصر بسبب إعادة نشره فيديو قديم للثورة المصرية مع أن ذلك يعارض حرية الرأى والتعبير التي يكفلها الدستور المصرى، وقد نشر أشرف حمدي خبر القبض عليه على حسابه بالفيس بوك أثناء مداهمة قوات الأمن لمنزله يوم 25 يناير 2021 في منتصف الليل، وتم الإفراج عنه في 28 سبتمبر من نفس العام.

## لقاءات تلفزيونية
- لقاء في برنامج البرنامج مع باسم يوسف [16]
- لقاء في برنامج (أون تيوب) مع رامي رضوان - على قناة أون تي في[17]
- لقاء في برنامج (جملة مفيدة) مع منى الشاذلي - على قناة إم بي سي[18]
- لقاء في برنامج (صباح أون) مع يوسف الحسيني - على قناة أون تي في[19]
- لقاء في برنامج (تفاعلكم) مع سارة دندراوي - على قناة العربية [20]

## وصلات خارجية
- أشرف حمدي على تويتر.
- أشرف حمدي  على فيسبوك.